# CEED Institute
CEED Institute (Central and Eastern Europe Development Institute) – międzynarodowy think tank, którego celem jest promocja osiągnięć i potencjału gospodarczego państw Europy Środkowo-Wschodniej (Bułgaria, Chorwacja, Czechy, Estonia, Litwa, Łotwa, Polska, Rumunia, Słowacja, Słowenia, Węgry). Zajmuje się promocją wartości wolnorynkowych, takich jak innowacyjność, nowoczesność i konkurencyjność. Fundatorem CEED Institute był polski przedsiębiorca dr Jan Kulczyk.
Instytut jest również wspierany przez kluczowych przedsiębiorców z Europy Środkowej i Wschodniej, członków Rady Programowej CEED Institute. Wśród nich jest m.in.: Zdeněk Bakala – czeski biznesmen i finansista, współzałożyciel funduszu BXR, Sandor Demjan, prezes TriGranit, estoński bankier Indrek Neivelt, czy Arūnas Šikšta - przewodniczący rady doradców przy Premierze Litwy ds. restrukturyzacji spółek skarbu państwa. Honorowym ambasadorem CEED Institute jest były polski prezydent i laureat Pokojowej Nagrody Nobla Lech Wałęsa.